# Ao Ar Livre
Ao Ar Livre foi uma série de televisão exibida pela RTP1.

## Sinopse
Ao Ar Livre era um programa destinado às crianças, cuja proposta é a abordagem de diversas atividades físicas que pudessem ser praticadas em espaços exteriores, designadamente ginástica, passeios e jogos, bem como o conhecimento da natureza que os rodeia.
As interlocutoras eram a Dra. Isabel Raposo, que transmitia às crianças conselhos que as ajudem a viver melhor, e Kika Moniz Pereira, que ensinava alguns exercícios de ginástica e outras atividades físicas.
Mas ao ar livre existia espaço também para atividades de cariz mais intelectual, nomeadamente através da leitura de pequenos textos, criteriosamente selecionados por Maria Alberta Menéres.

## Curiosidades
- As gravações de Ao Ar Livre decorreram no Parque do Monteiro-Mor,[1] localizado no Lumiar, em Lisboa. Neste parque, situa-se o Palácio do Monteiro-Mor, onde funcionam o Museu Nacional do Traje e o Museu Nacional do Teatro.
- Ao Ar Livre foi exibido pela primeira aos sábados de manhã, no espaço Juventude e Família.
- Menos de um ano depois, regressou durante a semana, no Brinca Brincando.
- Foi ainda reposto em 1990, num espaço infantil de 15 minutos que abria a emissão da RTP2.